# Petroleum
 Denne artikel omhandler den brændbare væske. For råolien, der på engelsk betegnes 'petroleum', se råolie.
Petroleum er en fraktion af råolie med kogepunkt mellem 151 °C og 301 °C. Det er en klar eller svagt gullig væske, der hovedsageligt bruges som brændsel, motorbrændstof eller opløsningsmiddel. Tidligere anvendtes det også i stor udstrækning til belysning.
Synonymer: kerosin og belysningspetroleum.
Orddannelser: petroleumskamin, petroleumslampe, petroleumsovn.